# Systema

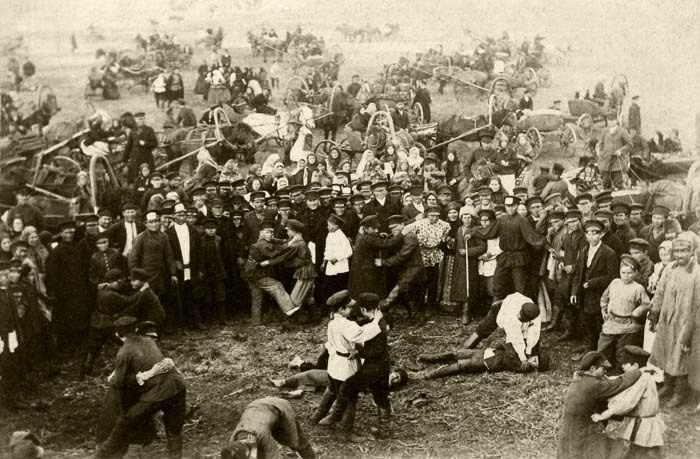
Peleas a puñetazos cerca de la fortificación de Tsarev

Systema (en ruso: Система, romanizado: Sistema, lit. 'Sistema') es un arte marcial ruso.
Existen múltiples escuelas que comenzaron a aparecer después del fin de la Unión Soviética en la década de 1990.
El entrenamiento incluye, entre otros: combate cuerpo a cuerpo, lucha cuerpo a cuerpo, lucha con cuchillo y entrenamiento con armas de fuego.

## En la cultura popular
William Gibson menciona el “Systema” en sus novelas “Pattern Recognition” (2003) y “Spook Country” (2007).
En “Pattern Recognition” los guardaespaldas de un ruso habían recibido entrenamiento en Systema, un arte marcial restringido al KGB, guardaespaldas y Fuerzas Especiales que deriva de las danzas de los cosacos. 
Otro personaje de “Spook Country”, entrenado en Systema, lo utiliza para defenderse, ejercer autocontrol sobre sí mismo, y generar autoconfianza. Lo que Gibson denomina Systema es un conjunto de habilidades y conocimientos que designa con el mismo nombre que el arte marcial.